# Satiro (nome)
Satiro  è un nome proprio di persona italiano maschile.

## Varianti
- Maschili: Satirio[2], Saturio[2]

### Varianti in altre lingue
- Catalano: Sàtir[3]
- Greco antico: Σάτυρος (Sátyros)
- Latino: Satyrus[1]
- Portoghese: Sátiro
- Russo: Сатир (Satir)
- Spagnolo: Sátiro[3]
- Ucraino: Сатір (Satir)
- Ungherese: Szatürosz

## Origine e diffusione

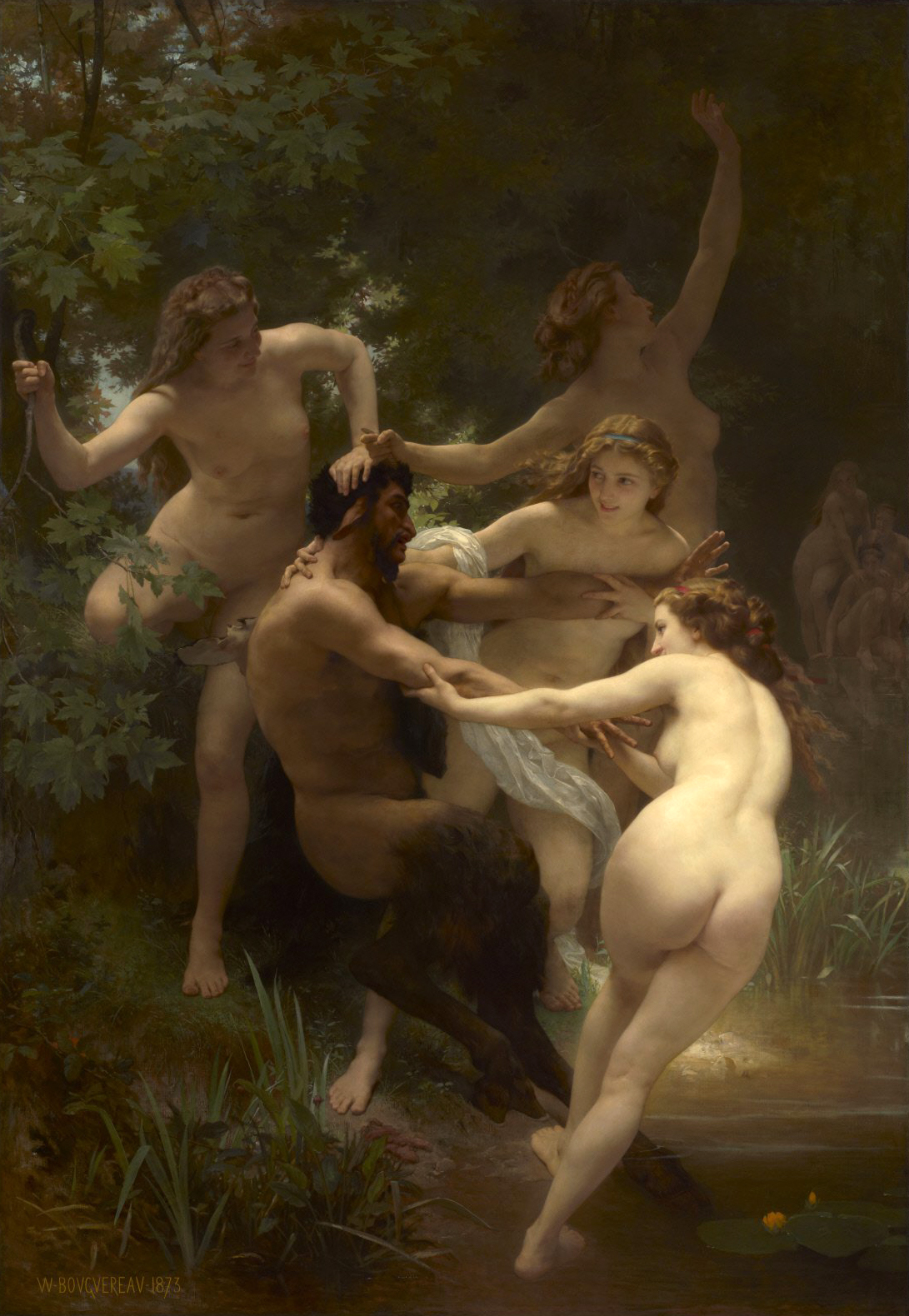
Ninfe e satiro (1873), di William-Adolphe Bouguereau

Deriva dal latino Satyrus, a sua volta dal greco antico Σάτυρος (Sátyros), nome con il quale venivano indicati i satiri della mitologia greca. L'etimologia del termine è ignota; viene talvolta ricondotto a σάθη (sáthē, "membro virile, libidine"), con il significato di "lussurioso", "libidinoso". Il termine "satiro" è stato usato in alcune versioni della Bibbia per tradurre l'ebraico שֵׂעִיר (Śēʻīr, plurale Śēʻīrīm, un tipo di demone peloso, come in Lev 17:7 e Is 13:21), quindi talvolta viene ipotizzata una connessione etimologica fra i due termini.

## Onomastico
L'onomastico si festeggia solitamente il 17 settembre in ricordo di san Satiro, fratello di sant'Ambrogio. Con questo nome si commemorano anche altri santi, alle date seguenti:
- 12 gennaio, san Satiro, martire in Acaia[10][13]
- 7 marzo, san Satiro o Saturo, martire con le sante Perpetua e Felicita e altri compagnia  Roma[10]
- 19 agosto, san Satiro, primo vescovo di Arezzo

## Persone
- Satiro, vescovo di Arezzo e santo
- Satiro di Callati o il Peripatetico, filosofo e biografo greco antico
- Satiro di Milano, santo italiano
- Satiro di Panticapeo, signore di Panticapeo
- Satiro Lusetti, calciatore italiano